# Pochalla
Pochalla är ett län (county) i Sydsudan. Det ligger i delstaten Jonglei, i den östra delen av landet, 400 kilometer nordost om huvudstaden Juba.